# Thelymitra spiralis
Thelymitra spiralis är en orkidéart som först beskrevs av John Lindley, och fick sitt nu gällande namn av Ferdinand von Mueller. Thelymitra spiralis ingår i släktet Thelymitra och familjen orkidéer. Inga underarter finns listade i Catalogue of Life.